# Ermlitz
Ermlitz is een plaats en voormalige gemeente in de Duitse deelstaat Saksen-Anhalt, en maakt deel uit van de Landkreis Saalekreis.

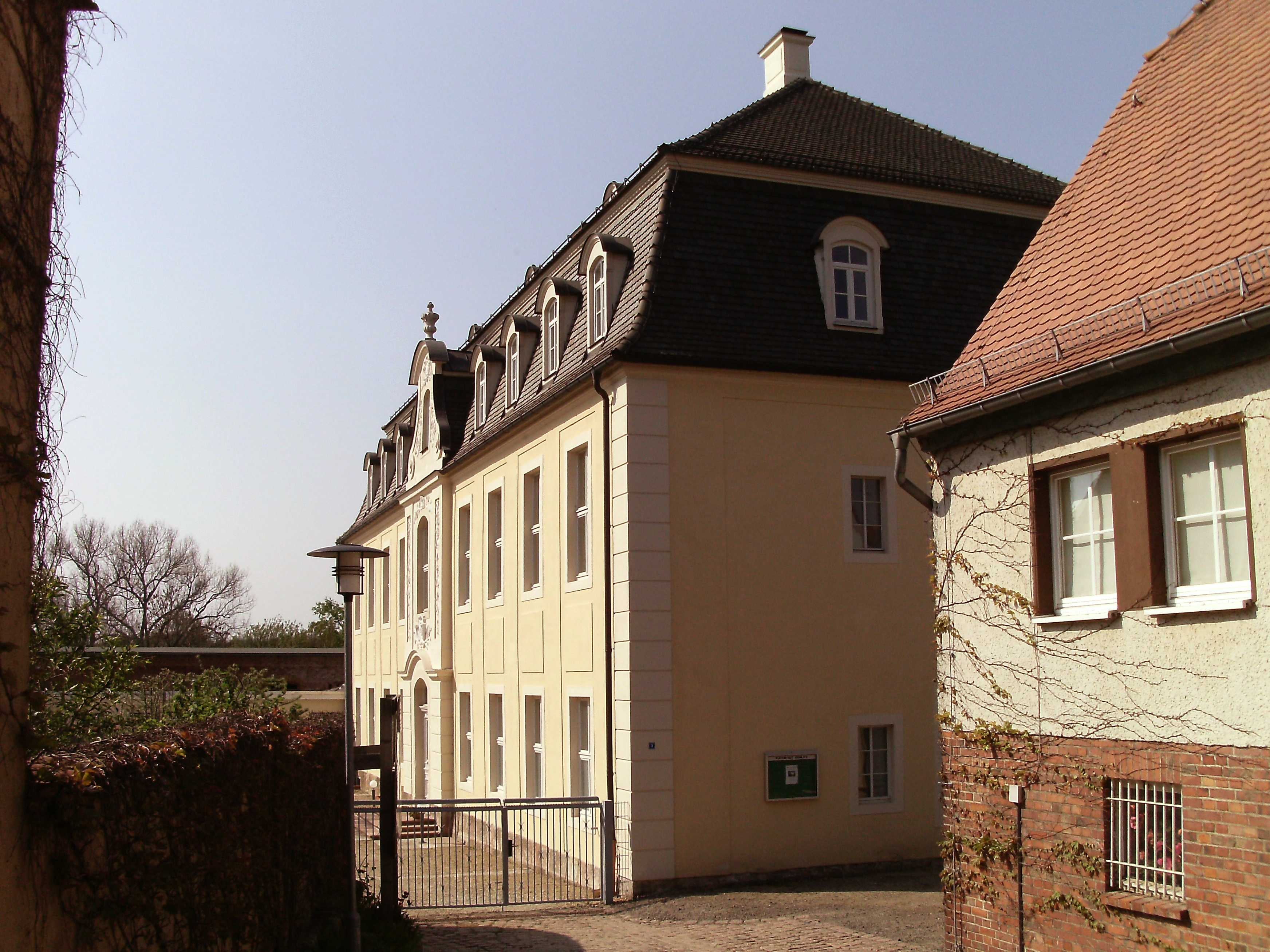
Slot

Ermlitz telt 2.007 inwoners.